# Anathallis lasioglossa
Anathallis lasioglossa là một loài thực vật có hoa trong họ Lan. Loài này được (Schltr.) Luer mô tả khoa học đầu tiên năm 2009.